# Umm al-Kajwajn (miasto)
Umm al-Kajwajn (arab. أم القيوين) – miasto w Zjednoczonych Emiratach Arabskich, nad Zatoką Perska; stolica emiratu Umm-al-Kajwajn; 46 tysięcy mieszkańców (2005); ośrodek usługowy; port handlowy i rybacki. W mieście znajduje się Port lotniczy Umm al-Kajwajn.